# Státní znak Tchaj-wanu
Státní znak Tchaj-wanu (úředním názvem Čínské republiky) je tvořen modrým kruhem s uprostřed umístěným bílým sluncem s dvanácti paprsky.
Modrý kruh představuje oblohu a bílé slunce v jeho středu reprezentuje principy jang. Dvanáct paprsků zastupuje 12 hodin každého dne a každé noci o dnech rovnodennosti.

## Galerie

Státní znak Čínské republiky používaný v letech (1912–1928)